# Медресе Мухаммада Назара парваначи
Медресе Мухаммада Назара парваначи-медресе находящееся в Бухаре (Узбекистан). Медресе не сохранилось до наших дней. Медресе Мухаммада Назара парванчи в Ходжа Хизр гузари, было построено Мухаммадом Назаром парванчи ибн Гайем назарби. Ученый-исследователь Абдусаттор Джуманазаров изучил ряд вакфных документов, относящихся к этому медресе, и привел информацию об этом медресе. В вакфных документах об этом медресе говорится, что хазрат Калмыцкая бинт Амир уль-махрум в 1793 г. пожертвовала 12 участков земли в селении Арус, Сулакиян, Цфат. Медресе Мухаммада Назара парваначи имело хауз, улицу Лисак на Западе, двор и улицу Мухаммеда Назарби на севере и востоке и мечеть и улицу Гузар на юге. Сохранились еще пять актов о пожертвованиях, связанных с деятельностью медресе. В одном из вакфных документов говорится, что мударрис (преподаватель медресе) медресе А’лоходжа был Кази в районе Самджан, и вместо него был назначен другой мударрис. В то время зарплата мир Рахматуллы и муллы А’Лохаджи, мударрисов медресе Мухаммада Назара парваначи, составляла 55 золотых. В ряде других документов фонда содержится информация о мударрисах и их зарплатах. В частности, зарплата муллы Ибрагима составляла 50 золотых, муллы Абдурахима-40 золотых, а муллы Абдуджалила-45 золотых. Это медресе было снесено во время революции. Садри Зия писал, что в этом медресе было 13 келий. Медресе Мухаммада Назара парваначи состояло из 13 келий. Это медресе построено в стиле среднеазиатской архитектуры. Медресе было построено из прочного кирпича, дерева, камня и ганча.